# Garstedt (metrostation)
Garstedt is een metrostation in de Duitse stad Norderstedt. Het station werd geopend op 30 mei 1969 en wordt bediend door lijn U1 van de metro van Hamburg.